# Wilhelm Ott (Landrat)
Wilhelm Ott (* 19. Juni 1876 in Kulmbach; † 24. August 1947 in Schwabach) war ein deutscher Landrat.

## Leben
Nach dem Abitur am Gymnasium Christian-Ernestinum Bayreuth leistete Wilhelm Ott zunächst seinen Militärdienst als Einjährig-Freiwilliger, bevor er mit dem Studium der Rechtswissenschaften an der Friedrich-Alexander-Universität Erlangen-Nürnberg und der Ludwig-Maximilians-Universität München begann. Nach der ersten juristischen Staatsprüfung im Jahre 1899 schloss sich der dreijährige Vorbereitungsdienst an, der mit dem Großen juristischen Staatsexamen endete. Zunächst als Regierungsakzessist tätig, erhielt er 1904 eine Anstellung als Assessor beim Bezirksamt Viechtach und später in Neustadt an der Aisch. Er musste Kriegsdienst leisten und war Gerichtsoffizier und Kompanieführer. Nach dem Krieg übernahm er als Bezirksamtsvorstand die Verwaltung des Bezirksamtes  Dingolfing, wo er bis zu seinem Wechsel am 1. Juni 1923 in gleicher Funktion nach Ingolstadt blieb. 
1934 zum Regierungsrat befördert, wurde er zum 16. Dezember 1934 zum Bezirksamtsvorstand in Regensburg ernannt. Dort war er bis zum 15. November 1939 im Amt, als er zum Landrat des Landkreises Gerolzhofen ernannt wurde. Am 1. Juni 1940 zunächst als Landrat nach Schwabach abgeordnet, folgte der endgültige Wechsel zu dieser Behörde am 1. November 1941. Das Amt des Schwabacher Landrats übte er bis zu seiner Versetzung in den Ruhestand am 1. April 1944 aus. In der Zeit vom 31. Mai 1943 bis zum 30. Juni 1944 war Ott gleichzeitig mit der Führung des Landratsamtes Hilpoltstein beauftragt.
Im Juni 1945 wurde sein Antrag auf Wiedereinstellung in den öffentlichen Dienst unter Hinweis auf das Alter abgelehnt.
Ott war zum 1. Mai 1935 in die NSDAP eingetreten (Mitgliedsnummer 3.614.205).